# Pomník Jana Žižky na Vítkově
Pomník Jana Žižky na Vítkově je součástí Národního památníku na Vítkově. Autorem jezdecké sochy je Bohumil Kafka, na místo byla osazena v červenci 1950.

## Vznik

### Do první světové války
Myšlenka oslavit Jana Žižku pomníkem na Vítkově vznikla již v 60. letech 19. století. Jednalo se především o politický cíl osamostatnit tu část obce Královské Vinohrady, která se rozkládá pod Vítkovem a nové obci získat jméno Žižkov. Iniciátorem myšlenky byl pozdější žižkovský starosta Karel Hartig, ale pro nedostatek finančních prostředků k vybudování pomníku nedošlo.
Sbírka na pomník probíhala na Žižkově i v dalších letech.
V červenci 1882 byl založen Spolek pro vybudování Žižkova pomníku na Žižkově, který organizoval peněžní sbírky; zpočátku omezoval svou činnost pouze na tuto obec. Na podporu myšlenky uspořádal Spolek shromáždění lidu na Vítkově v letech 1884 (asi 30 000 účastníků) a 1885.
Léta 1885 byl veřejnosti představen sádrový model pomníku od sochaře Františka Heidelberga (1844–1919), tehdejšího náčelníka žižkovského Sokola. Heidelberg již okolo roku 1870 uspěl s prodejem sádrových poprsí Jana Žižky, Prokopa Holého, Jiřího z Poděbrad a Jana Husa. Budoucí pískovcová socha, zobrazující Žížku ukazujícího palcátem k Vítkovu, měla stát na Prokopově náměstí. Spolek pokračoval ve sbírce na pomník nejrůznějšími aktivitami; ty však k získání dostatečné sumy nestačily.
V roce 1913 vypsal Spolek ideovou soutěž pro pomník Jana Žižky. Stalo se tak přesto, že dosud nasbíraná částka ještě realizaci neumožňovala. Jako materiál byl určen nejlevnější železobeton, celkové náklady neměly překročit 200 000 K. V soutěži nebyla udělena první cena a žádný z návrhů nebyl doporučen k realizaci. Tři modely oceněné druhou cenou, spolu s dalšími padesáti čtyřmi neoceněnými, byly roku 1914 vystaveny na pražském Výstavišti. Činnost Spolku přerušila první světová válka.

### Druhá soutěž (1923)

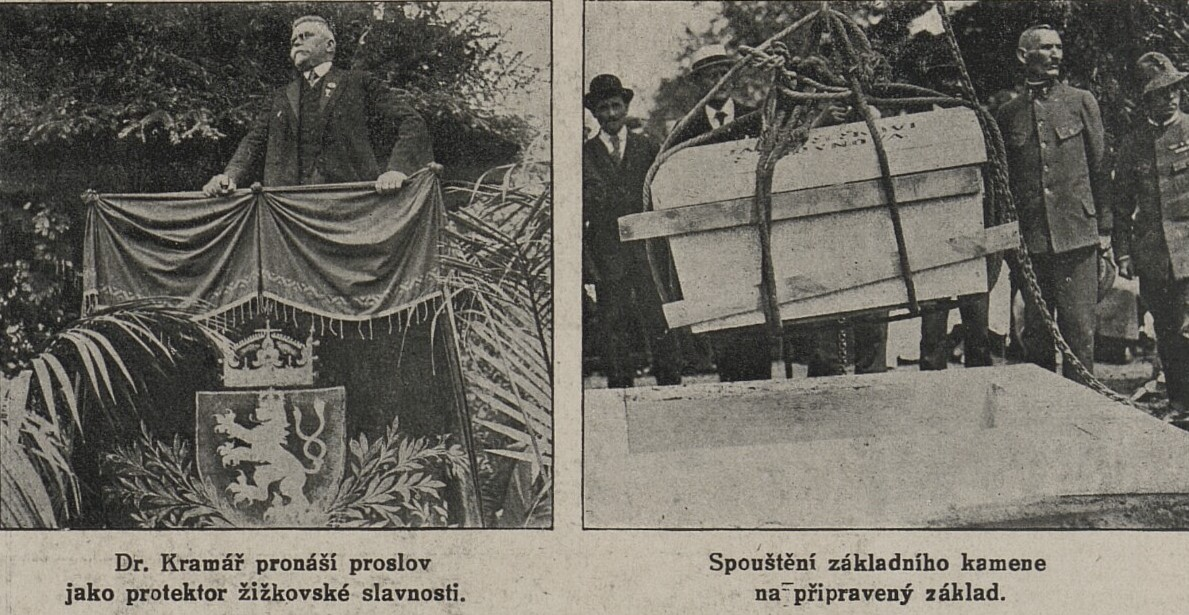
Kladení základního kamene Žižkova pomníku, vlevo Karel Kramář (Vítkov, 1920)

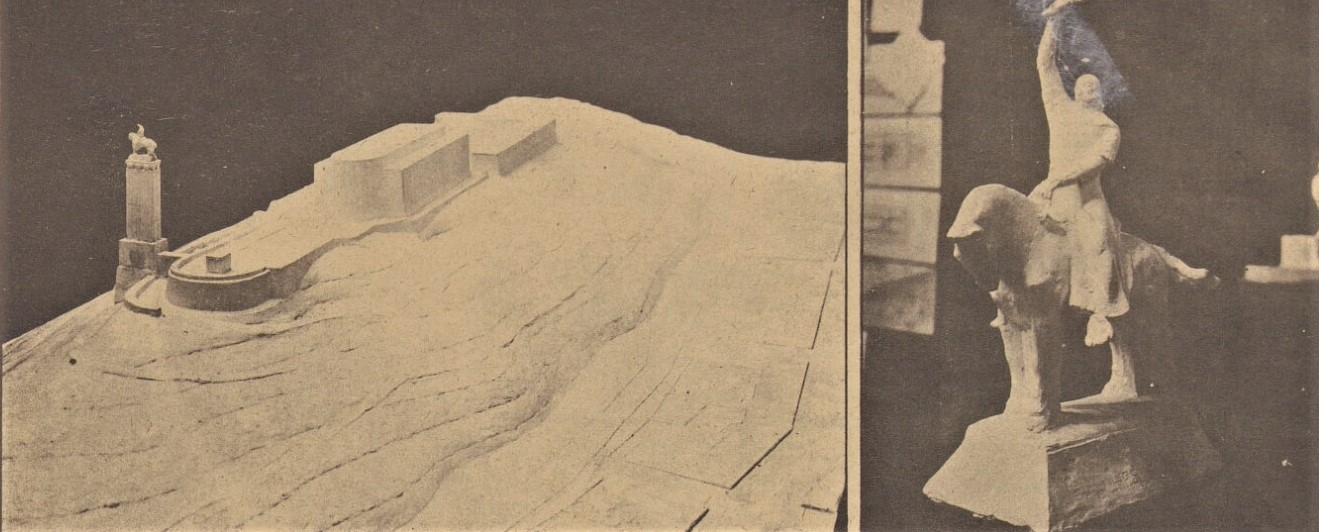
Návrh pomníku Jana Žižky 1924. Autoři Alois Dryák (architekt), Karel Štipl a Jaroslav Brůha (sochaři)

Po první světové válce obnovil Spolek pro vybudování Žižkova pomníku na Žižkově svou činnost. Prostředky na zřízení pomníku však byly stále nedostatečné. Proto byl při pětistém výročí bitvy na Vítkově alespoň položen základní kámen pomníku. Slavnost proběhla 28. června 1920 za přítomnosti presidenta Masaryka, předsedy vlády Tusara, bývalého premiéra Kramáře a zahraničních diplomatů.
V roce 1919 byl zřízen Památník odboje, řízený Ministerstvem obrany, který měl za cíl soustředit památky spojené s protirakouským odbojem. Léta 1920 se Památník stal vojenským ústavem s Rudolfem Medkem v čele. Nový cíl – vybudování objektu pro činnost – se postupně přeměňoval v myšlenku Památníku osvobození, umístěného na Vítkově. Druhá soutěž na pomník proto byla vypsána 22. června 1923 ve spolupráci Spolku a Památníku; řešení pomníku muselo být v souladu s řešením budovy. První cena nebyla udělena, druhou získal návrh Aloise Dryláka, Karla Štipla a Jaroslava Brůhy.

### Třetí soutěž (1927)
Vítězné architektonické řešení z roku 1925 (Jan Zázvorka a Jan Gillar), které rozdělilo Památník na vítkovský komplex a muzejní prostory, vyvolalo nutnost nové sochařské soutěže vlastního pomníku. Soutěž vypsal Sbor pro zbudování Památníku Národního Osvobození a pomníku Jana Žižky z Trocnova, který vznikl v roce 1926 sloučením Spolku pro vybudování Žižkova pomníku na Žižkově a Památníku odboje. Vlastní ideová soutěž na pomník byla vypsána 4. září 1927. Umístění sochy vzhledem k nové budově Památníku již bylo dáno. Ani v této soutěži nebyla udělena první cena. Soutěžní návrhy se nezachovaly.

### Zadání soutěže Bohumilu Kafkovi

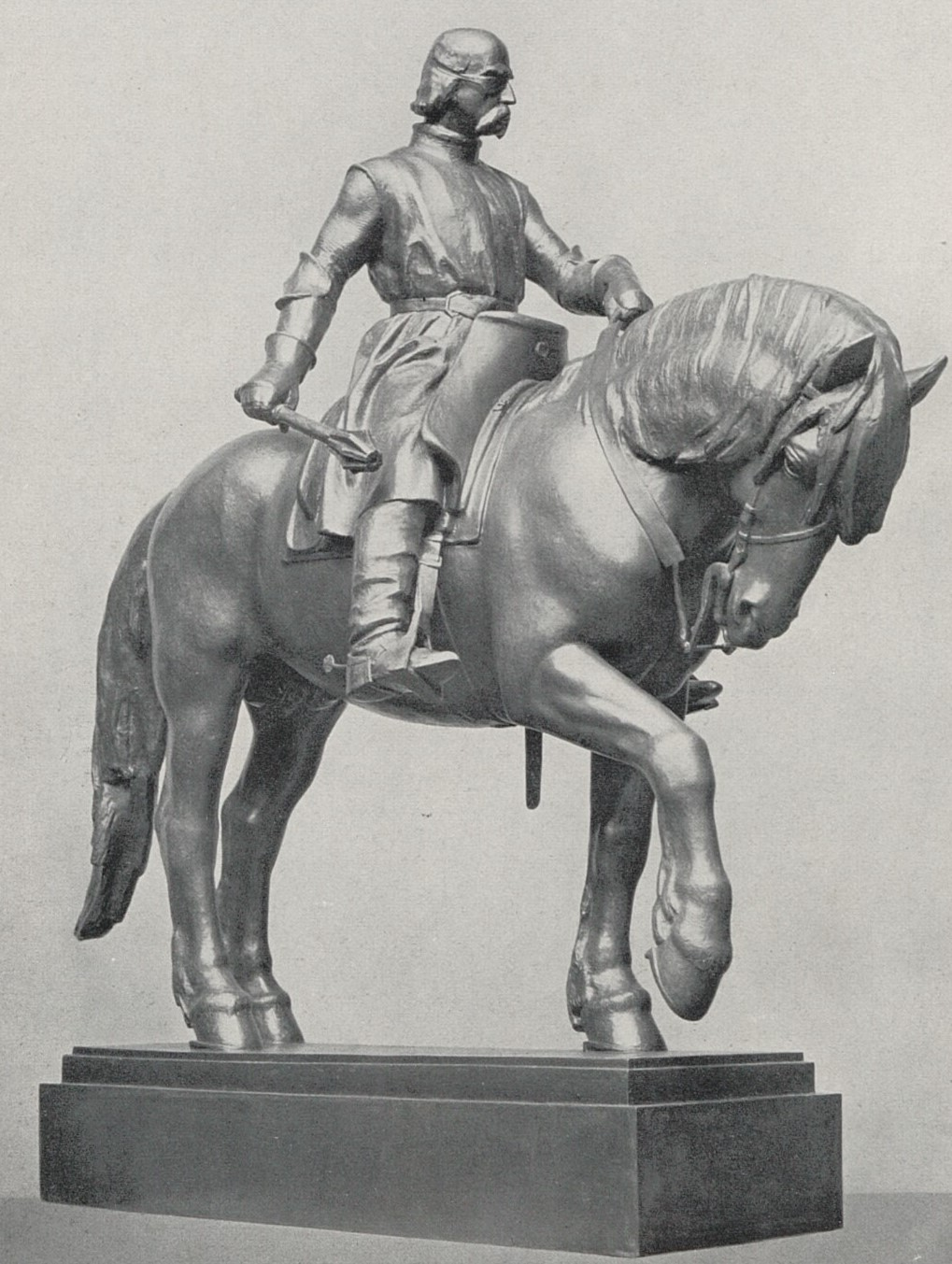
Bohumil Kafka: Skica pomníku Jana Žižky (bronz, 1932)

Po neúspěchu soutěže se Sbor rozhodl oslovit sochaře Bohumila Kafku, Josefa Mařatku a Ladislava Šalouna k diskusi, po které bylo výtvarné řešení pomníku přímo zadáno Kafkovi, tehdejšímu profesoru sochařství na Akademii výtvarného umění. To logicky vyvolalo nesouhlas umělců, kteří se soutěže zúčastnili, rozhodnutí Sboru však tento nesouhlas neovlivnil. Dne 21. prosince 1932 byla mezi sochařem a Sborem uzavřena smlouva na vytvoření a následné odlití sochy, s osmiletou lhůtou. Autorovi byla ponechána volnost při řešení postavy i koně a Sbor pro něj vybudoval ateliér.

## Realizace Kafkova pomníku

### Spory o provedení pomníku
Koncepce pomníku Jana Žižky byla předmětem mnoha sporů, vedených zejména Františkem Udržalem, ministrem a v letech 1929–1932 předsedou vlády (čestným předsedou Sboru pro zbudování Památníku národního osvobození a pomníku Jana Žižky z Trocnova na vrchu Žižkově). Na Udržalovu stranu se postavil i Rudolf Medek. Udržal viděl v Žižkovi nepřemožitelného vojáka, ale současně státníka; nesouhlasil např. s výběrem cizokrajné rasy koně, ani s tím, že Žižka drží v ruce palcát. Též ale často své požadavky na sochu měnil. Došlo k právním sporům, které široce komentoval denní tisk. Spor byl ukončen až Udržalovou smrtí roku 1938.

### Řešení koně
Bohumil Kafka vybíral nejprve z koní, které mu byly nabídnuty ze státních hřebčínů v Kladrubech, Napajedlích a Novém Dvoře. Umělec se rozhodl pro norického koně, nejvíce odpovídajícího středověkému koni. Z koní nabídnutých v hřebčíně v Tlumačově byl vybrán desetiletý hřebec Albin Theseus. Od června do podzimu 1931 pracoval Kafka v hřebčíně, pak byl kůň převezen do jeho pražského ateliéru, kde práce pokračovaly do konce ledna 1932. Umělec zvolil postoj hrabajícího koně se skloněnou hlavou, takže Žižkovu postavu je možno dobře pozorovat i z podhledu zpředu.

### Postava Jana Žižky
Bohumil Kafka neztvárnil Žižku v brnění, aby ho odlišil od zobrazování německých rytířů. Má pouze drátěnou košili, kovové rukavice a náloketníky. Palcát a meč byly vytvořeny podle předmětů ve vlastnictví pražského Národního muzea. Použití gotického sedla a třmenů má za důsledek, že postava téměř stojí. Při práci dbal sochař důsledně na to, aby postava byla dobře viditelná z pohledu ze všech směrů.

### Dokončení a instalace pomníku
Dne 21. listopadu 1940 posoudil sádrový model koně v definitivní velikosti a postavu jezdce v životní velikosti poradní sbor (ve složení Max Švabinský, Ladislav Šaloun a Antonín Matějček) a doporučil toto definitivní řešení pomníku. Bohumil Kafka pokračoval na ztvárnění jezdce v definitivní velikosti a v polovině prosince 1941 byla schválena i tato práce. Autor pomníku zemřel necelý rok po dokončení sádrového modelu, 24. listopadu 1942.
Válečná doba odlití sochy znemožnila. Až v roce 1946 byl sádrový model rozřezán a dopraven do slévárny. Dne 14. července 1950 byla socha slavnostně odhalena za přítomnosti předsedy vlády Antonína Zápotockého a ministra obrany Alexeje Čepičky. Slavnost byla pojata politicky a ministr Čepička mezi jiným označil Žižku za bojovníka proti světové reakci, prostého syna českého lidu a vzor pro československou lidovou armádu.

## Popis sochy a údržba

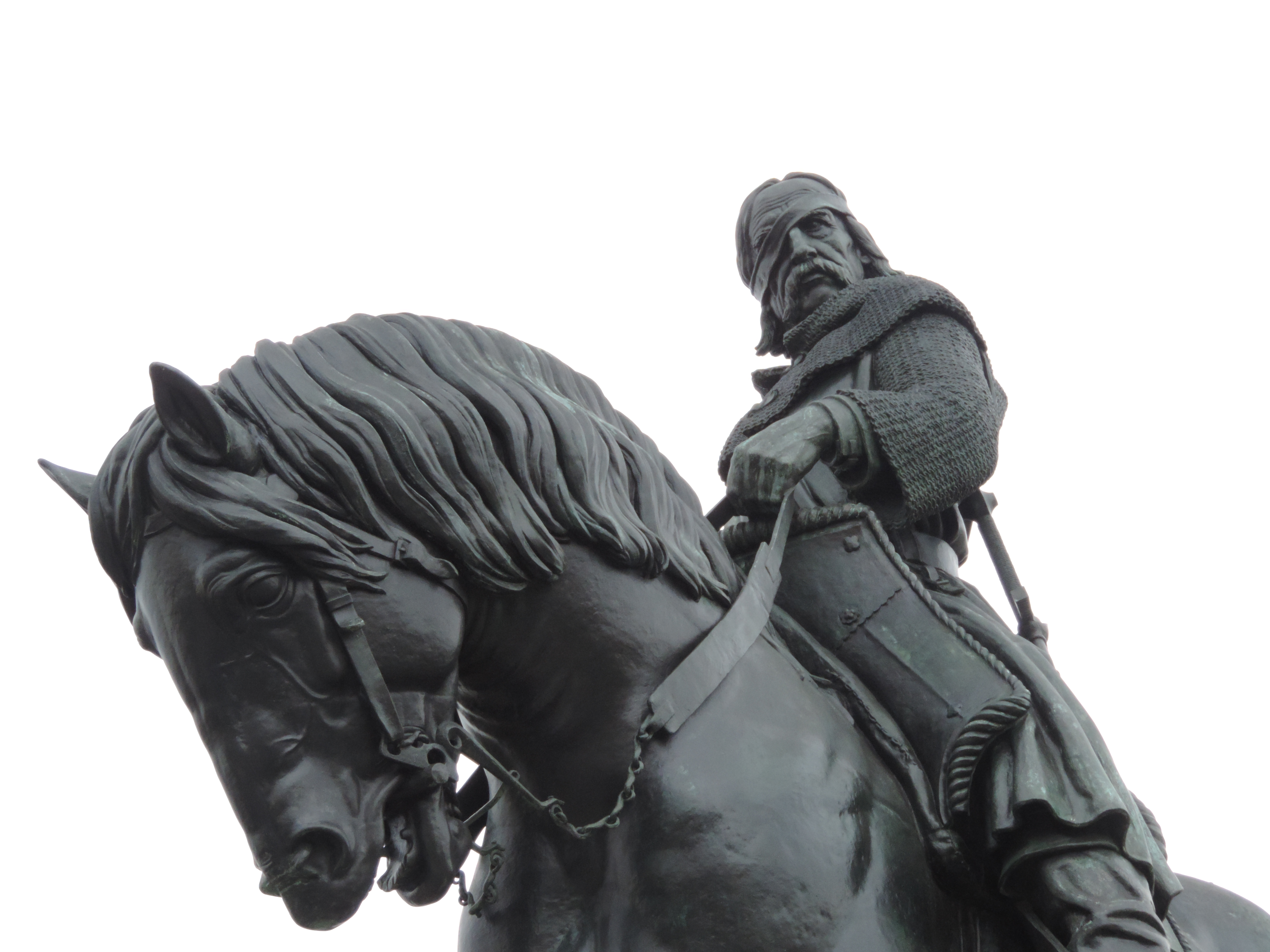
Detail pomníku

Socha je vysoká 9 metrů, její délka je 9,6 metru, šířka pět metrů, hmotnost 16,5 tuny. Je tvořena 120 bronzovými díly spojenými šrouby.
Jezdec má přes drátěnou košili oblečenou sukni z ovčí vlny pod kolena, kožené boty jsou stejné (není rozlišena levá a pravá). V pravé ruce drží palcát, po levém boku má zavěšen dvouruční meč. Postava Žižky je robustní, svalnatá, je starý asi 60 let, slepý na jedno oko; má dlouhé vlasy, ruka s palcátem je napřažena, ale nevyčnívá divadelně z obrysu. Hlava hledí dolů, aby ji bylo možno z podhledu lépe pozorovat. Kůň je norický hřebec se sehnutou hlavou, hřívu ani ocas nemá spleteny, třmeny a sedlo jsou středověké.
Socha byla restaurována v letech 2010 a 2011; její stav byl revidován roku 2016 a naposled v červnu 2023.

## Zajímavosti
- Obvykle se traduje, že žižkovský pomník je třetí největší jezdecká socha na světě.[17] Podle zdroje vztahujícího se k roku 2013 je až šestá v pořadí.[18]
- Bronzový model sochy věnoval v roce 1945 president Beneš sovětskému diktátorovi Stalinovi.[19][p 3]
- Zmenšený model Kafkovy jezdecké sochy Jana Žižky je v Přibyslavi
- Socha hřebce Albina Thesea je umístěna v Hippologickém muzeu Slatiňany.[20]
- Druhá jezdecká socha Jana Žižky poblíž hlavního města Prahy je ve Všenorech. Autorem je Čeněk Vosmík, socha je umístěna v Parku ing Edmunda Teyrovského; je ve špatném stavu.[21]

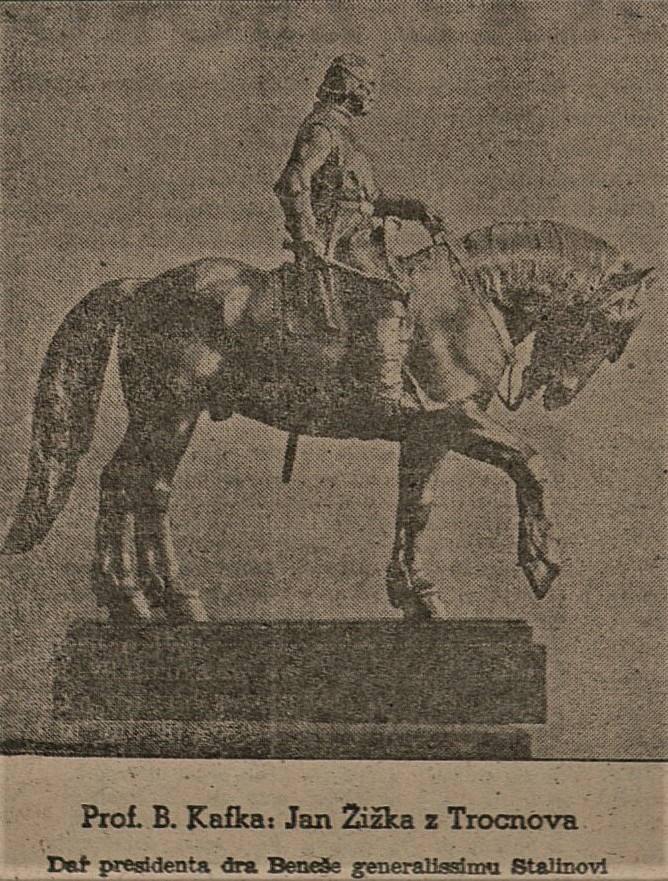
Dar Edvarda Beneše Stalinovi 1945 (Bohumil Kafka: bronzový model Žižkova pomníku, reprodukce z tisku)
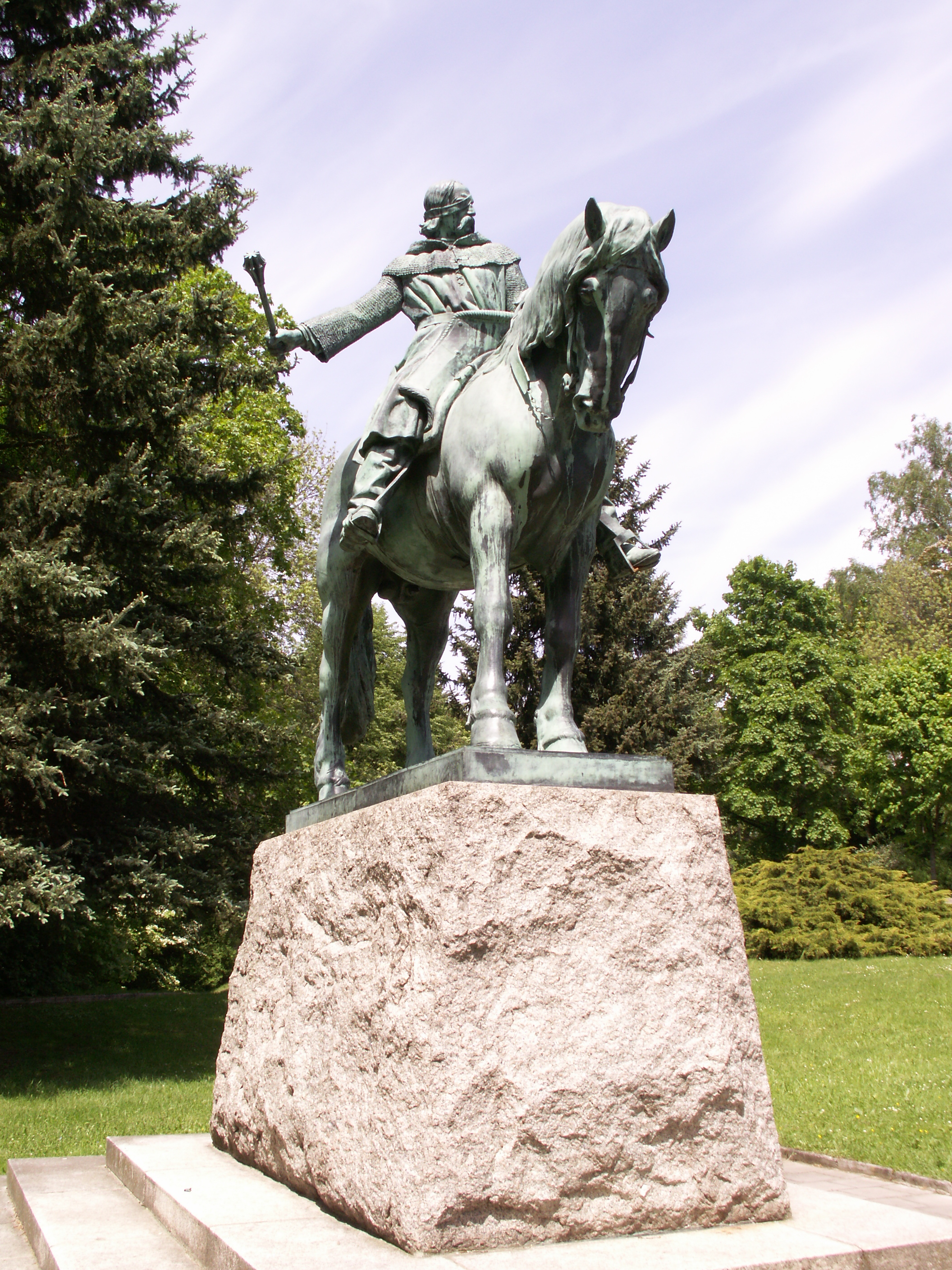
Jezdecká socha Jana Žižky v Přibyslavi
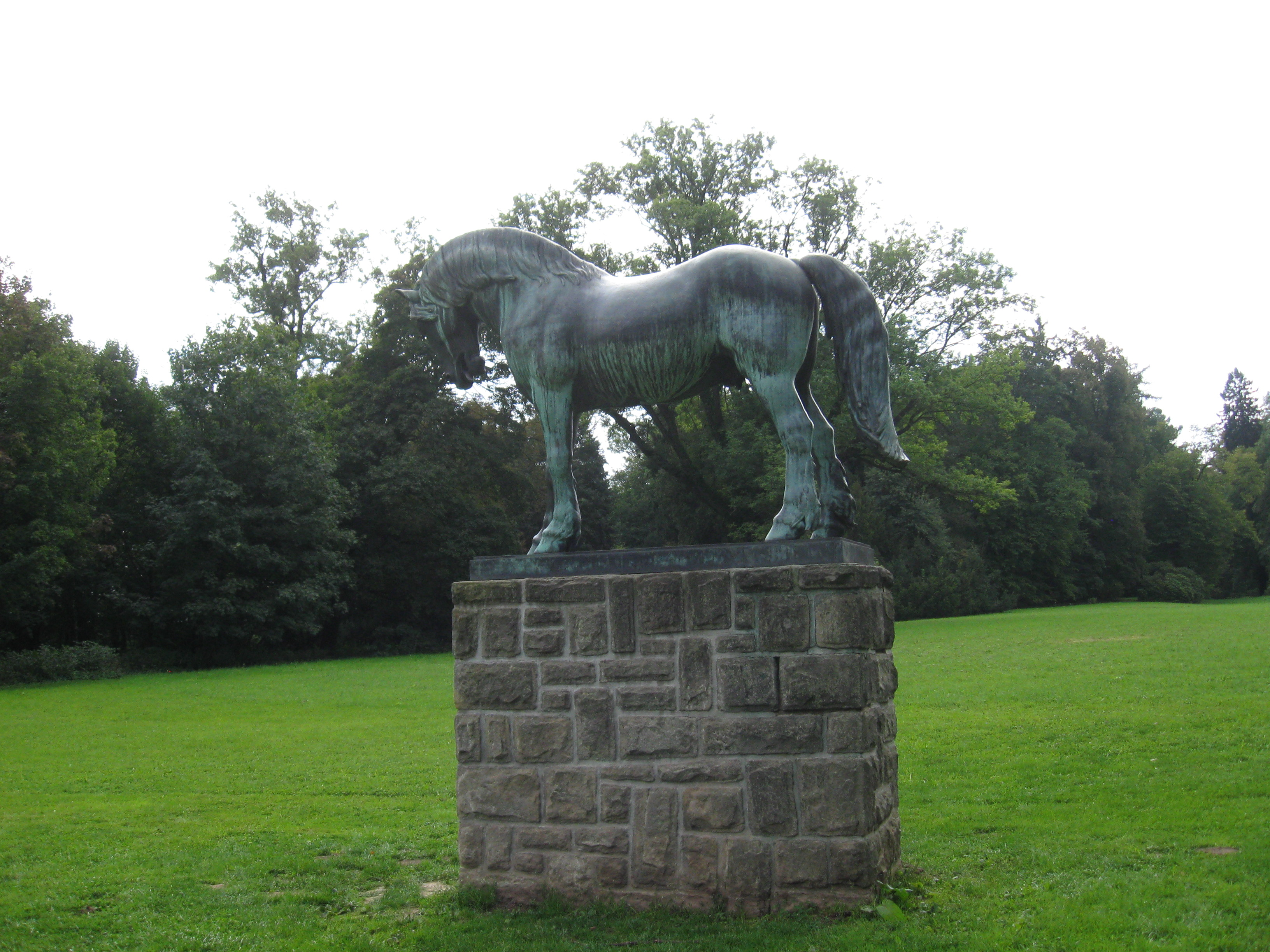
Socha Albina Thesea ve Slatiňanech